# Марч, Элспет
Элспет Марч (англ. Elspeth March, 5 марта 1911 — 5 мая 1999) — английская актриса.

## Биография
Элспет родилась в Лондоне 5 марта 1911 года в семье Гарри Малкольма и Эльфреды Макензи. В 1932 году она дебютировала на сцене Вестминстерского театра в постановке «Джона и Кит». В 1938 году она на время оставила актёрскую карьеру и вышла замуж за актёра Стюарта Грейнджера, от которого родила двоих дочерей, Джейми и Линдси. Но с ростом актёрской карьеры Стюарта их брак стал постепенно разваливаться и в 1948 году они развелись.
С 1944 года она стала постепенно возобновлять карьеру, играя второстепенные роли в пьесах, фильмах и снимаясь на телевидении, вплоть до 82 лет, когда она окончательно ушла на покой.
Элспет умерла в Лондоне 5 мая 1999 года в возрасте 88 лет.

## Избранная фильмография
- 1970 — Обещание на рассвете — Жирная женщина
- 1969 — Лола — Секретарша
- 1969 — Прощайте, мистер Чипс — Миссис Саммерсвейт
- 1968 — Денди в желе — Леди Хэтерингтон
- 1967 — Семь раз женщина — Аннетт
- 1966 — Не теряй голову — Леди Биндер
- 1962 — Доктор Криппен — Миссис Джексон
- 1961 — Римская весна миссис Стоун — Миссис Барроу
- 1960 — Полуночное кружево — Женщина
- 1951 — Камо грядеши — Мириам